# EcoRodovias
 (avril 2024).
La mise en forme du texte ne suit pas les recommandations de Wikipédia : il faut le « wikifier ».
Les points d'amélioration suivants sont les cas les plus fréquents :
- Les titres sont pré-formatés par le logiciel. Ils ne sont ni en capitales, ni en gras.
- Le texte ne doit pas être écrit en capitales (les noms de famille non plus), ni en gras, ni en italique, ni en « petit »…
- Le gras n'est utilisé que pour surligner le titre de l'article dans l'introduction, une seule fois.
- L'italique est rarement utilisé : mots en langue étrangère, titres d'œuvres, noms de bateaux, etc.
- Les citations ne sont pas en italique mais en corps de texte normal. Elles sont entourées par des guillemets français : « et ».
- Les listes à puces sont à éviter, des paragraphes rédigés étant largement préférés. Les tableaux sont à réserver à la présentation de données structurées (résultats, etc.).
- Les appels de note de bas de page (petits chiffres en exposant, introduits par l'outil «  Source ») sont à placer entre la fin de phrase et le point final[comme ça].
- Les liens internes (vers d'autres articles de Wikipédia) sont à choisir avec parcimonie. Créez des liens vers des articles approfondissant le sujet. Les termes génériques sans rapport avec le sujet sont à éviter, ainsi que les répétitions de liens vers un même terme.
- Les liens externes sont à placer uniquement dans une section « Liens externes », à la fin de l'article. Ces liens sont à choisir avec parcimonie suivant les règles définies. Si un lien sert de source à l'article, son insertion dans le texte est à faire par les notes de bas de page.
- La présentation des références doit suivre les conventions bibliographiques. Il est recommandé d'utiliser les modèles {{Ouvrage}}, {{Chapitre}}, {{Article}}, {{Lien web}} et/ou {{Bibliographie}}. Le mode d'édition visuel peut mettre en forme automatiquement les références.
- Insérer une infobox (cadre d'informations à droite) n'est pas obligatoire pour parachever la mise en page.

Pour une aide détaillée, merci de consulter Aide:Wikification.
Si vous pensez que ces points ont été résolus, vous pouvez retirer ce bandeau et améliorer la mise en forme d'un autre article.
EcoRodovias S.A. (Ecorodovias Infraestrutura e Logistic S.A.) est une entreprise brésilienne basée à São Bernardo do Campo dans l'État de São Paulo. Les activités de l'entreprise sont réparties en trois domaines d'activité : les concessions autoroutières — la plus importante du pays, avec un réseau de plus de 4 700 km répartis sur 8 États — la logistique et les ports.
La société est cotée au Novo Mercado B3 depuis 2010. Le contrôle de la société est assuré par IGLI do Brasil, une des nombreuses filiales du groupe italien ASTM SpA appartenant au groupe Gavio.

## Histoire
L'histoire d'EcoRodovias S.A. commence en 1997 avec la création, par le groupe CR Almeida, de la société Primav Construções e Comércio, une entreprise opérant dans le secteur de la construction et des grands projets d'infrastructures au Brésil. À partir de 1998, elle s'allie avec la filiale locale de la société italienne Impregilo SpA, Impregilo International NV, la plus grande entreprise de construction cotée en bourse en Italie, d'abord avec la constitution de la société Ecovias dos Imigrantes, concessionnaire et constructeur de l'autoroute Rodovia dos Imigrantes puis, en 2002, avec EcoRodovias S.A., dont elle détient une participation majoritaire.
En janvier 2012, EcoRodovias remporte la concession de l'autoroute BR-101 dans l'état d'Espírito Santo d'une longueur de 476 km.
En 2013, Impregilo, devenu Salini Impregilo SpA, revend sa branche brésilienne de gestion d'autoroutes à la famille Almeida qui devient seule propriétaire d'EcoRodovias.
Ne pouvant pas honorer les prêts bancaires souscrits pour le rachat d'EcoRodovias S.A., en mai 2016, la famille Almeida revend une forte participation au groupe italien Gavio SpA, l'un des plus grands conglomérats d'infrastructures d'Italie, avec un réseau de plus de 6 200 km d'autoroutes en concession dans le monde.
Le 3 mars 2015, EcoRodovias remporte la concession pour 30 ans du pont Rio-Niterói géré précédemment par CCR.
En 2015, le groupe Gavio SpA qui contrôle les sociétés ASTM SpA et SIAS SpA en Italie, à travers sa filiale brésilienne IGLI do Brasil, crée, avec le groupe CR Almeida, la société PRIMAV, une coentreprise détentrice de 64 % d'EcoRodovias. Le groupe Gavio injecte $573 millions dans cette nouvelle structure.
En juillet 2017, le groupe italien, qui détient alors 47 % de cette coentreprise, exprime son intérêt pour augmenter cette participation.
En janvier 2018, EcoRodovias remporte la concession du dernier tronçon de la São Paulo beltway (47,6 kilomètres) pour une durée de 30 ans. En février 2018, EcoRodovias rachète son concurrent MGO Rodovias Minas Gerais-Goias, 436 kilomètres d'autoroutes, pour 189 millions US$. En octobre 2018, alors que le groupe est sous le coup d'une enquête fédérale à la suite d'allégations de corruption, le PDG Marcelino Rafart de Sera choisit de quitter la direction du groupe.

## Concessions
Au 1er janvier 2023, le réseau d'autoroutes en concession, recueillant un trafic de 403 millions de véhicules (dont 65 % de poids lourds) comprenait : 
- Ecosul (pt) - BR-116 & BR-392 - 457,3 km
- Sistema Anchieta-Imigrantes - SP-41, SP-55, SP-59, SP-150, SP-160, SP-248 - 176,9 km
- Ecoponte - viaduc sur la BR-101 - 28,7 km
- Ecopistas - SP-19, SP-70, SP-99 - 143,7 km
- Ecovias do Cerrado - BR-364 & 365 - 437 km
- Ecovias do Araguaia - BR-080/414, BR-153 - 850,7 km
- Eco050 - BR-050 - 436,6 km
- Eco101 - BR-101 - 478,7 km
- Eco135 - BR-135, MG-231 & LMG-754 - 364 km
- EcoRioMinas - 726,9 km
- Noroeste Paulista[12] - 601 km.
- EcoPorto - Terminal portuaire du port de Santos 176 000 m2 comprenant 903 mètres de quai - 912 600 TEUs - 4 000 dockers.
- EcoPatio - Terminal logistique situé à Cubatão, près du port de Santos de 443 000 m2 pouvant accueillir 1 225 camions.

La famille Almeida, propriétaire du groupe de construction brésilien CR Almeida, reste un actionnaire minoritaire d'EcoRodovias.